# Charles Biddle Shepard
Charles Biddle Shepard (* 5. Dezember 1808 in New Bern, North Carolina; † 25. Oktober 1843 ebenda) war ein US-amerikanischer Politiker. Zwischen 1837 und 1841 vertrat er den Bundesstaat North Carolina im US-Repräsentantenhaus.

## Werdegang
Charles Shepard  besuchte private Schulen in seiner Heimatstadt New Bern und studierte danach bis 1827 an der University of North Carolina in Chapel Hill.  Nach einem anschließenden Jurastudium und seiner 1828 erfolgten Zulassung als Rechtsanwalt begann er in New Bern in diesem Beruf zu arbeiten. Gleichzeitig schlug er eine politische Laufbahn ein. In den Jahren 1831 und 1832 war er Abgeordneter im Repräsentantenhaus von North Carolina.
Mitte der 1830er Jahre schloss sich Shepard der Whig Party an. Während seiner ersten Amtszeit im Kongress wechselte er zu den Demokraten. Bei den Kongresswahlen des Jahres 1836 wurde er im vierten Wahlbezirk von North Carolina in das US-Repräsentantenhaus in Washington, D.C. gewählt, wo er am 4. März 1837 die Nachfolge von Jesse Speight antrat. Nach einer Wiederwahl als Kandidat der Demokratischen Partei konnte er bis zum 3. März 1841 zwei Legislaturperioden im Kongress absolvieren.
Nach seinem Ausscheiden aus dem US-Repräsentantenhaus praktizierte Charles Shepard wieder als Anwalt. Er starb am 25. Oktober 1843 in New Bern.